# Гароза (станция)
Га́роза (латыш. Garoza) — железнодорожная станция в Салгальской волости Озолниекского края Латвии, на линии Елгава — Крустпилс. Возле станции расположен небольшой посёлок...

## История
Станция IV класса Гаррозен открыта в 1904 году при сдаче в эксплуатацию Московско-Виндавской железной дороги. Первоначальное здание станции было разрушено в годы Первой мировой войны и служебные помещения с залом ожидания размещались в рабочих казармах. Также в то время был оборудован 7-и километровый узкоколейный путь для обслуживания фронта. В 1944 г. вермахт построил соединительную линию в обход Елгавы от станции Гароза к станции Цена. Ни один из этих путей не сохранился. По окончании Второй мировой войны был построен узкоколейный подъездной путь к местной торфяной фабрике, протяжённостью 5 км. Данный путь просуществовал до 1952 г.